# 판매량 손해 매도인
판매량 손해 매도인은 모든 매수인의 요구를 충족시킬 만큼 대량의 생산량을 가진 매도인으로 이런 매도인을 상대로 계약을 위반하는 경우 일반적인 손해배상인 계약한 가격과 다른 매수인에게 판 가격의 차액이 아닌 계약위반으로 인해 잃은 이윤을 보상한다. 미국통일상법전에 규정되어 있다. 

## 사례
매수인이 앱스토어에서 앱을 천개를 구입하고자 계약을 체결하였으나 후에 계약불이행을 하였다. 앱스토어 운영자는 같은 앱을 같은 가격에 다른 매수인에게 손쉽게 팔 수 있으므로 일반적 손해배상 방식으로는 손해액이 0이 된다. 판매량 손해 매도인 법리를 적용한다면 앱 천개에 대한 이윤을 잃었으므로 매도인은 매수인에게 이 이윤금액을 청구할 수 있다.